# Vacuna
Vacuna byla starověká sabinská bohyně, spojené s mnoha bohyněmi, včetně s Ceres, Dianou, Níké, Minervou, Bellonou, Venuší a Victorií. Byla uctívána hlavně ve svatyni poblíž Horaceovy vily (nyní v obci Licenza ), v posvátných lesích v Reate a v Římě.
Ochrana, kterou měla poskytnout, zůstává nejasná. Pomponius Porfyrion nazývá její moc incerta specie (nejistého druhu). Renesanční autoři  a Leonhard Schmitz  uvádějí, že byla božstvem, kterému lidé na venkově nabízeli oběti, když skončily práce na poli.
Etymologie jejího jména je spojena s nedostatkem a zoufalstvím.